# Онічень (комуна)
Онічень, Онічені (рум. Oniceni) — комуна у повіті Нямц в Румунії. До складу комуни входять такі села (дані про населення за 2002 рік):
- Валя-Еней (356 осіб)
- Горун (279 осіб)
- Лунка (339 осіб)
- Лінсешть (42 особи)
- Мермурень (219 осіб)
- Онічень (385 осіб)
- П'єтросу (293 особи)
- Пояна-Хумей (268 осіб)
- Пустієта (265 осіб)
- Солка (732 особи)
- Чорней (79 осіб)

Комуна розташована на відстані 275 км на північ від Бухареста, 62 км на схід від П'ятра-Нямца, 50 км на південний захід від Ясс.

## Населення
За даними перепису населення 2002 року у комуні проживали 3257 осіб, усі — румуни. Усі жителі комуни рідною мовою назвали румунську.
Склад населення комуни за віросповіданням:
| Релігія       | Кількість осіб | Відсоток |
| ------------- | -------------- | -------- |
| православні   | 2983           | 91,6%    |
| адвентисти    | 237            | 7,3%     |
| п'ятдесятники | 30             | 0,9%     |
| римо-католики | 7              | 0,2%     |